# Liparetrus waningus
Liparetrus waningus är en skalbaggsart som beskrevs av Britton 1980. Liparetrus waningus ingår i släktet Liparetrus och familjen Melolonthidae. Inga underarter finns listade i Catalogue of Life.